# 忠別ダム
忠別ダム（ちゅうべつダム）は、北海道上川郡美瑛町と上川郡東川町の境、一級河川・石狩川水系忠別川に建設されたダムである。
国土交通省北海道開発局旭川開発建設部が管理している特定多目的ダムで、ダムの型式は重力式コンクリートダムとロックフィルダムの複合、いわゆるコンバインダムである。コンバインダムとしては熊本県にある竜門ダム（菊池川水系迫間川。国土交通省九州地方整備局）に次ぐ高さ、86.0メートルである。ダム湖の名称は一般からの応募によって決められ、最多得票で「忠別湖」に決定した。

## 沿革

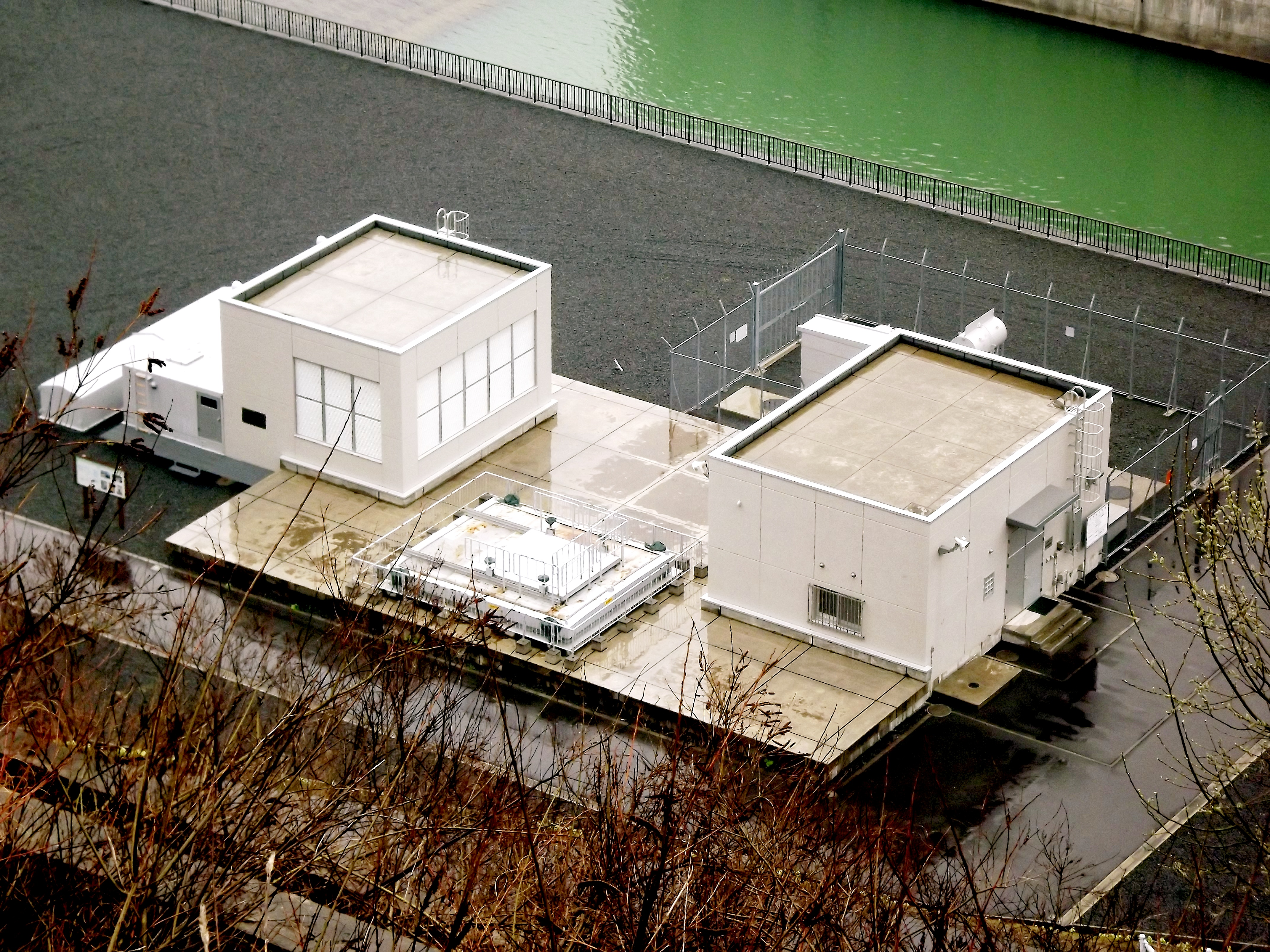
ダム直下にある北海道電力新忠別発電所。

大雪山系西麓より流れを発する忠別川は旭川市内で美瑛川を合わせ、石狩川に合流する石狩川水系上流部最大の支流である。流域に旭川市を抱えていることもあり治水の重要性は以前より課題であった。又旭川市の人口増加、美瑛等上川盆地の農地拡大により水需要は増大。既に1975年（昭和50年）に石狩川本川上流部に大雪ダムが完成しており、旭川市や上川盆地への利水に役立っているが、更なる治水・利水のための根幹施設が求められるようになった。
当時、忠別川には北海道開発局農業水産部（農林省、現在の農林水産省管轄）が「国営忠別地区かんがい排水事業」の中核施設として同地点に高さ36.5メートルのロックフィルダムを計画していた。だが上記の必要性に鑑み北海道開発局旭川開発建設部（建設省、現在の国土交通省管轄）は「忠別川総合開発事業」を策定し、農林省の忠別ダム計画に参加。1977年（昭和52年）より、忠別川の洪水調節・不特定利水・灌漑・上水道・水力発電を目的とする特定多目的ダムの建設を計画した。
補償交渉は長期化したが、1986年（昭和61年）には水源地域対策特別措置法の指定を受け周辺整備や水没補償を充実させ交渉は妥結。29年の歳月を経て2007年（平成19年）3月11日に完成した。

## ダム事業費の増大
当初の計画では工期1977年（昭和52年）から1995年（平成7年）の予定で総工費870億円、うち旭川市が5.6パーセント（49億円）を負担する予定であった。だが補償交渉の長期化などにより1994年（平成6年）に『石狩川水系工事実施基本計画』の変更を行い工期を2003年完成へ8年延期、費用を330億円増額し1200億円とし、旭川市の負担も18億7千万円増額され67億9千万円となった。
他の長期化しているダム事業と同様事業費の増大によって地方財政が圧迫している実情がある。一方で旭川市の人口が将来50万人に増加することを予測して計画していたが、現在は36万人前後にとどまっている。農地も市街化区域の増大と減反などにより減少している。これらの事から『水余り』ではないかという批判も一部から出されている。このため、上水道需要量の再検討を行うことを旭川市は総務省より求められている。試算を現状に則して見直した場合、最大で約42億円の経費削減が可能になるとされており、旭川市の対応が注目される。

## 観光
このダムの上流には大雪山国立公園に指定されている天人峡がある。名勝・羽衣の滝や天人峡温泉があり、秘境の観光地となっている。また、旭川市や北海道の雄大な風景の象徴ともいえる美瑛の平原にも近い。ダム完成後は周辺整備も進むものと思われ、新しい観光地としての期待が高まっている。
2007年からは「大雪山忠別湖トライアスロン inひがしかわ」がスタート、前年をもって廃止された「日本海オロロンライントライアスロン国際大会」にかわる新しいトライアスロン大会として注目を集めている。
その一方で河川生態系の面においては1999年（平成11年）には本流である石狩川の花園頭首工に魚道が設置され、2000年（平成12年）には36年ぶりにサケの遡上が確認された。その後サクラマスの遡上もダム建設地のすぐ下流で確認されているがダムより上流への遡上は不可能となった。環境面においては今後魚類に対する影響をどのように最小限にして行くかが問われている。